# Salem, Oklahoma
Salem är en ort i Adair County i delstaten Oklahoma, USA.